# 75 mm armata przeciwlotnicza wz. 36
Armata przeciwlotnicza 75 mm – półautomatyczna armata przeciwlotnicza opracowana w latach 1934–1938 przez konstruktorów Starachowickich Zakładów Górniczo-Hutniczych będąca na uzbrojeniu Wojska Polskiego w II Rzeczypospolitej.

## Opis działa

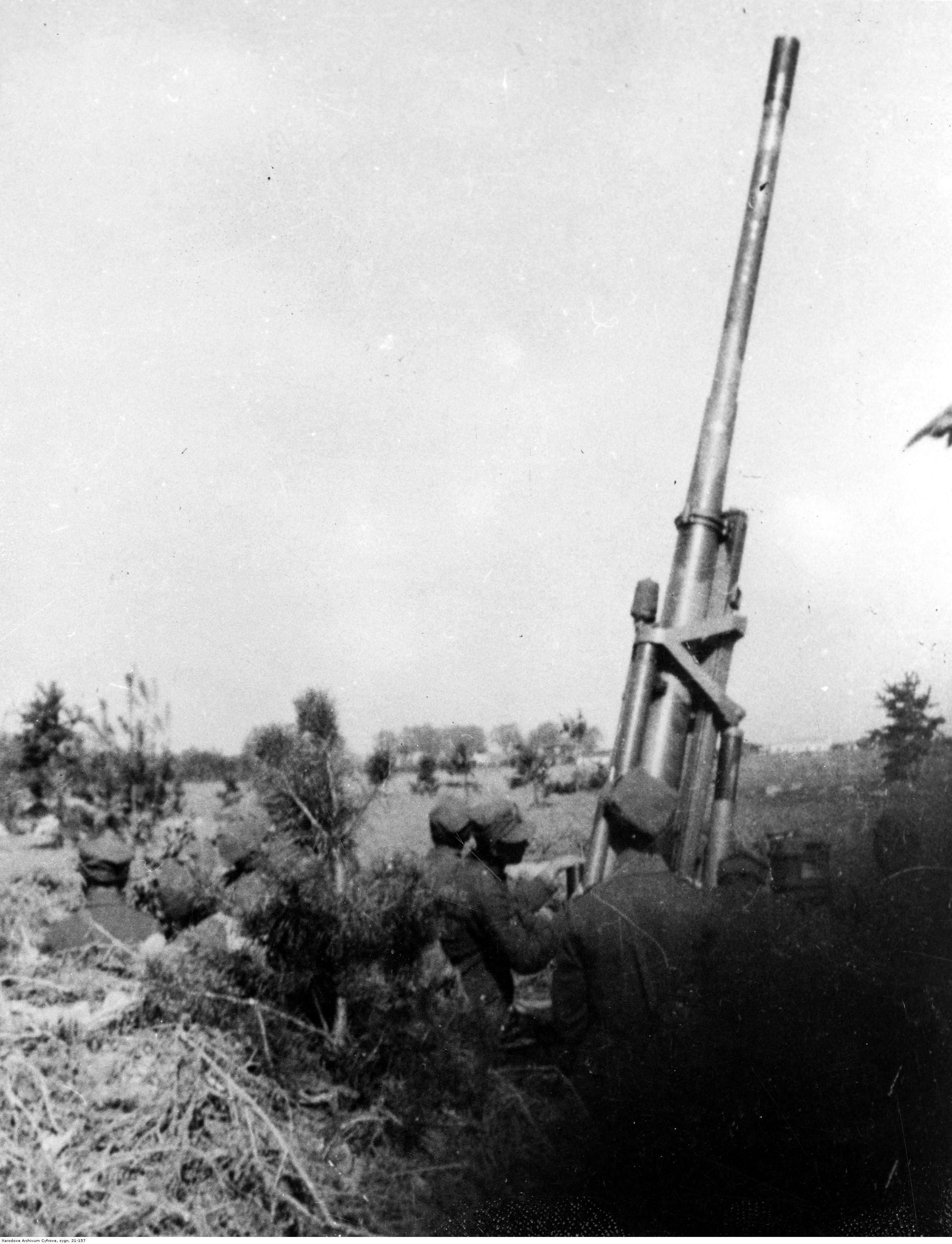
Armata przeciwlotnicza 75 mm wz. 36 z obsługą na ćwiczeniach

Projekt armaty został opracowany w 1933. W październiku 1934 wykonano dwa próbne modele nazwane wz. 34 i poddano licznym próbom. Mimo wykrytych usterek, armaty odpowiadały nakreślonym przez wojsko wymaganiom.
Od 1936 produkowana przez fabrykę Towarzystwa Starachowickich Zakładów Górniczych SA. Do uzbrojenia Wojska Polskiego wprowadzona w 1937. Pierwsze dwa prototypy pokazały, że działo ma donośność 14,5 km oraz maksymalny pułap 9,5 km, przy prędkości początkowej pocisku 800 m/s. Armata została skonstruowana w dwóch typach: 75 mm armata przeciwlotnicza wz. 36 oraz wz. 37. Posiadała lufę z półsamoczynnym zamkiem klinowym, hydropneumatyczny oporopowrotnik, mechanizmy podniesieniowy i kierunkowy oraz łoże górne i dolne, które umieszczone były na opuszczanym w czasie strzelania podwoziu czterokołowym. Amunicję stanowiły pociski odłamkowe wypełnione materiałem kruszącym i wyposażone w zapalnik czasowy.
Armata przeciwlotnicza 75 mm wz. 36 była bronią, która nie ustępowała konstrukcjom zagranicznym. Plan rozbudowy obrony przeciwlotniczej, zatwierdzony w grudniu 1936, przewidywał utworzenie 70 czterodziałowych baterii dla obrony przestrzeni kraju oraz 60 trzydziałowych baterii dla wojska. Potrzeby określono na 460 armat. Trakcją dla tych armat był ciągnik artyleryjski C4P. Jego następcą miał stać się nowy ciągnik artyleryjski PZInż 342 zamówiony w liczbie 96, lecz niedostarczony przed wybuchem II wojny światowej. Do wybuchu wojny Wojsko Polskie otrzymało 52 działa. Koszt armaty wynosił około 220 tysięcy złotych.

## Egzemplarze muzealne
- Wojskowo-Historyczne Muzeum Artylerii, Wojsk Inżynieryjnych i Łączności w Petersburgu[2].